# Aiken County
Aiken County ist ein County im Bundesstaat South Carolina der Vereinigten Staaten. Das U.S. Census Bureau hat bei der Volkszählung 2020 eine Einwohnerzahl von 168.808 ermittelt. Der Verwaltungssitz (County Seat) ist Aiken.

## Geographie
Das County liegt im Westen von South Carolina, grenzt im Südwesten an Georgia und hat eine Fläche von 2798 Quadratkilometern, wovon 20 Quadratkilometer Wasserfläche sind. Es grenzt im Uhrzeigersinn an folgende Countys: Saluda County, Lexington County, Orangeburg County, Barnwell County, Burke County (Georgia), Richmond County (Georgia) und Edgefield County.
Das County ist Teil der Metropolregion Augusta.

## Geschichte
Aiken County wurde am 10. März 1871 aus Teilen des Bamberg County, Edgefield County, Lexington County und des Orangeburg County gebildet. Benannt wurde es nach William Aiken sen., dem Präsidenten der South Carolina Canal and Railroad Company und Vater von William Aiken.
Ein Ort im County hat den Status einer National Historic Landmark, der Graniteville Historic District. 38 Bauwerke und Stätten des Countys sind im National Register of Historic Places (NRHP) eingetragen (Stand 26. Juli 2018).

## Demografische Daten
Nach der Volkszählung im Jahr 2000 lebten im Aiken County 142.552 Menschen in 55.587 Haushalten und 39.411 Familien. Die Bevölkerungsdichte betrug 51 Einwohner pro Quadratkilometer. Ethnisch betrachtet setzte sich die Bevölkerung zusammen aus 71,37 Prozent Weißen, 25,56 Prozent Afroamerikanern, 0,40 Prozent amerikanischen Ureinwohnern, 0,63 Prozent Asiaten, 0,03 Prozent Bewohnern aus dem pazifischen Inselraum und 0,83 Prozent aus anderen ethnischen Gruppen; 1,18 Prozent stammten von zwei oder mehr Ethnien ab. 2,12 Prozent der Bevölkerung waren spanischer oder lateinamerikanischer Abstammung.
Von den 55.587 Haushalten hatten 33,1 Prozent Kinder unter 18 Jahre, die bei ihnen lebten. 53,3 Prozent waren verheiratete, zusammenlebende Paare, 13,8 Prozent waren allein erziehende Mütter, 29,1 Prozent waren keine Familien, 25,2 Prozent waren Singlehaushalte und in 9,2 Prozent lebten Menschen mit 65 Jahren oder darüber. Die Durchschnittshaushaltsgröße betrug 2,53 und die durchschnittliche Familiengröße betrug 3,03 Personen.
26,2 Prozent der Bevölkerung war unter 18 Jahre alt. 8,8 Prozent zwischen 18 und 24, 28,9 Prozent zwischen 25 und 44, 23,3 Prozent zwischen 45 und 64 und 12,8 Prozent waren 65 Jahre alt oder älter. Das Durchschnittsalter betrug 36 Jahre. Auf 100 weibliche Personen kamen 92,9 männliche Personen und auf 100 Frauen im Alter von 18 Jahren und darüber kamen 89,2 Männer.
Das jährliche Durchschnittseinkommen eines Haushalts betrug 37.889 USD, das Durchschnittseinkommen einer Familie betrug 45.769 USD. Männer hatten ein Durchschnittseinkommen von 36.743 USD, Frauen 23.810 USD. Das Prokopfeinkommen betrug 18.772 USD. 10,6 Prozent der Familien und 13,8 Prozent der Bevölkerung lebten unterhalb der Armutsgrenze.

## Orte im Aiken County
Im Aiken County liegen zehn Gemeinden, davon drei Cities und sieben Towns. Zu Statistikzwecken führt das U.S. Census Bureau sechs Census-designated places, die dem County unterstellt sind und keine Selbstverwaltung besitzen. Diese sind wie die Unincorporated Communities gemeindefreies Gebiet.
Cities
- Aiken
- New Ellenton
- North Augusta 1

Towns
| - Burnettown - Jackson - Perry - Salley | - Monetta 2 - Wagener - Windsor |

Census-designated places (CDP)
| - Beech Island - Belvedere - Clearwater - Gloverville | - Graniteville - Langley - Warrenville |

andere Unincorporated Communities
| - Bath - Ellenton 3 - Montmorenci | - Spiderweb - Vaucluse |